# Nyang'hwale
Nyang'hwale es un valiato de Tanzania perteneciente a la región de Geita.
En 2012, el valiato tenía una población de 148 320 habitantes.
El valiato se ubica en el este de la región y cuenta con una pequeña salida al lago Victoria a través del golfo de Mwanza. El territorio del valiato limita con las vecinas regiones de Mwanza y Shinyanga

## Subdivisiones
Comprende las siguientes 12 katas:
- Bukwimba
- Busolwa
- Izunya
- Kafita
- Kakora
- Kharumwa (la capital)
- Mwingiro
- Nyabulanda
- Nyang'hwale
- Nyijundu
- Nyugwa
- Shabaka